# راه‌آهن زیرزمینی (مجموعه تلویزیونی کوتاه)
راه آهن زیرزمینی (انگلیسی: The Underground Railroad) مجموعه تلویزیونی کوتاه فانتزی-تاریخی می‌باشد که توسط بری جنکینز کارگردانی شده‌است.